# NGC 238
NGC 238 est une très vaste galaxie spirale barrée située dans la constellation du Phénix. NGC 238 a été découverte par l'astronome britannique John Herschel en 1834.

## Caractéristiques
Sa vitesse par rapport au fond diffus cosmologique est de 8 423 ± 15 km/s, ce qui correspond à une distance de Hubble de 124,4 ± 8,7 Mpc (∼406 millions d'al).
La classe de luminosité de NGC 238 est II et elle présente une large raie HI. Cette galaxie est de taille considérable, avec un diamètre qui fait plus de deux fois celui de la Voie lactée.